# Vignot
 Vignot  es una población y comuna francesa, en la región de Lorena, departamento de Mosa, en el distrito de Commercy y cantón de Commercy.

## Demografía
Su población en el año 2021 era de 1308 habitantes.
| 1172 | 1057 | 1149 | 1242 | 1283 | 1275 | 1359 | 1328 | 1308 |
| Para los censos de 1962 a 1999 la población legal corresponde a la población sin duplicidades (Fuente: INSEE [Consultar]) |      |      |      |      |      |      |      |      |